# بوریس چیریکف
بوریس چیریکف (انگلیسی: Boris Chirikov؛ زاده ۶ ژوئن ۱۹۲۸ درگذشته ۱۲ فوریهٔ ۲۰۰۸) یک فیزیک‌دان اهل روسیه بود.